# Quiberon
Quiberon [kibʁɔ̃] (bretonsky Kiberen) je francouzská obec v departementu Morbihan v regionu Bretaň.

## Poloha
Quiberon se nachází na jižním cípu stejnojmenného poloostrova v Atlantském oceánu a na severu s ním sousedí obec Saint-Pierre-Quiberon.

## Vývoj počtu obyvatel
Počet obyvatel

## Historie
První hrobky a lidské kosterní nálezy jsou na poloostrově dochovány z období mezolitu (cca 5000 let př. n. l.). V době neolitické (mezi 4500 a 2000 př. n. l.) zde lidé zanechaly megality: menhiry a dolmeny.
V době bronzové zde pobývali Galové, o kterých se zmiňuje i Julius Caesar ve svých Zápiscích o válce galské (III. díl). Římané vytlačili Kelty v roce 56 př. n. l.
Kolem roku 435 Anglové a Sasové dobyli Británii a tamní obyvatelé přesídlili na severní pobřeží Francie. Tím začala éra christianizace tohoto území.
Quiberon ležel až do 11. století na ostrově. Během doby se z důvodu rozsáhlého odlesnění přesunul písek kolem zátoky a vytvořil písečnou kosu mezi ostrovem a pevninou a Quiberon se stal poloostrovem.
V roce 1746 na poloostrov zaútočilo anglické loďstvo. Velitel poloostrova se odmítl vzdát, ale posádka byla poražena a obyvatelé museli uprchnout. O rok později proto začala výstavba pevnosti Penthièvre. Dne 20. listopadu 1759 se u zátoky odehrála námořní bitva u Quiberonu, ve které Angličané zvítězili nad Francouzi. Po Velké francouzské revoluci se na popud francouzské šlechtické emigrace v červnu 1795 vylodilo v přístavu 5400 royalistů z Anglie, ovšem byli republikánskou armádou poraženi.
Na počátku 19. století Nicolas Appert objevil metodu konzervace potravin a ve městě se začalo rozvíjet konzervárenství, především mořských ryb.
V roce 1882 byla otevřena železniční trať Auray-Quiberon. V roce 1893 bylo v Quiberonu otevřeno první kasino.

## Pamětihodnosti
- Côte Sauvage (Divoké pobřeží) a château Turpault z roku 1904
- rybářský přístav Port Maria
- mořské muzeum
- majáky Port-Maria a Port-Haliguen
- kostel Notre-Dame de Locmaria z 19. století
- kaple Saint-Clément
- menhir

## Partnerská města
- Josselin (Francie)
- Le Grand Bornand (Francie)
- Kempten (Německo)
- Looe (Spojené království)